# Штакельберг, Вольтер Воин Вольдемар
Барон Вольтер Воин Вольдемар Константинович фон Штакельберг (7 марта 1849, поместье Фегефейер Эстляндской губернии — 17 февраля 1901, Белая Церковь Киевской губернии) — российский офицер, кавалерист, участник Русско-турецкой войны (1877—1878).

## Биография
Родился в семье дворян лютеранского вероисповедания. Учился в Тверском кавалерийском юнкерском училище, по окончании которого в 1871 произведён в прапорщики в 13-й (позже 37-й) драгунский Военного ордена полк.
В 1872 произведён в поручики, в 1877 — в штабс-капитаны, в 1880 — в капитаны. В сентябре того же года командирован в Восточную Румелию для командования конной сотней Восточно-Румелийской милиции. В 1884 приказом князя Болгарского произведён в майоры с определением в 1-й болгарский конный полк. В 1885 уволен по прошению от службы в болгарской армии и вновь зачислен в 37-й драгунский Военного ордена полк. В 1886 переведён в 38-й драгунский Владимирский полк.
В 1887—1888 обучался в офицерской кавалерийской школе, где окончил курс эскадронных и сотенных командиров.
В 1891 произведён в подполковники с переводом в 26-й драгунский Бугский полк. Участвовал в войне с Турцией 1877—1878.
Умер от перитонита.

## Награды
- Орден Святой Анны 3-й степени
- Орден Святого Станислава 2-й степени
- Орден Святой Анны 2-й степени
- Орден Святого Владимира 4-й степени с бантом за 25 лет службы в офицерских чинах
- светло-бронзовая Медаль «В память Русско-Турецкой войны 1877—1878 гг.»
- серебряная медаль «В память царствования императора Александра III»
- болгарский орден «Святой Александр» 3-й степени

## Семья
Женат первым браком на Анфисе Ивановой (1851—1899). Дети — сын Владимир (1885—1923), дочь Ольга (1887—1957), православного вероисповедания.
Женат вторым браком на Каролине Гортензии Густавовне фон Бок (1860—1945).